# 菅崎弘之
菅崎 弘之（すがさき ひろゆき、1962年 - ）は、日本の精神科医師、医学博士、精神科医、すがさきクリニック院長。
長崎大学医学部を経て、同大学院を卒業。
2001年すがさきクリニックを開業。(社)認知症の人と家族の会長崎支部顧問。
長崎大学医学部非常勤講師、長崎認知症研究会代表世話人。
日本精神神経科診療所協会の下部組織である長崎県精神神経科診療所協会会長。(2021年1月現在)

## 略歴
- 1962年 - 東京都生まれ。
- 1981年 - 神奈川県立多摩高等学校卒。
- 1987年 - 長崎大学医学部医学科卒。長崎大学医学部付属病院(改称:長崎大学病院)精神神経科にて2年間研修。
- 1989年 - 長崎県立大村病院(改称:長崎県精神医療センター)にて1年間研修。
- 1990年 -[長崎大学医学部大学院(精神科臨床)入学。
- 1994年 - 長崎大学医学部大学院卒。医学博士号取得。
- 1994年 - 広島県公立みつぎ総合病院勤務。
- 1997年 - 長崎大学医学部附属病院(改称：長崎大学病院)精神神経科助手、併任講師。
- 1998年 - 長崎市立市民病院(改称：長崎みなとメディカルセンター市民病院)心療内科・精神科 主任医長。
- 2001年 - 長崎県長崎市にてすがさきクリニック開業。現院長。

## 論文・著書

### 単著論文
- 菅崎弘之、「在宅痴呆老人の介護者の精神的健康に関する研究」『老年精神医学雑誌』 1994年 5号 P.565-575, 老年精神医学雑誌

### 共著論文
- 菅崎弘之, 中根允文, 宇都宮浩 ほか、「「プライマリ・ケアにおける精神疾患の診療パッケージ(WHO版)」の有用性の検討に関するプロジェクト」 『総合病院精神医学』 2000年 12巻 1号 p.21-29, NAID 10020600923
- 長崎県における在宅痴呆老人の社会精神医学的研究 15:101-107/38:188-198.1992[2]
- et al:"An Epidemiological Study of Senile Dementia at Home in Nagasaki". The Acta Medica Nagadakiensia. 38:211-215.1993, hdl:10069/15941
- 菅崎弘之、「生活技能訓練（SST）におけるロールプレイテストの評価者一致率について」『長崎大学医療技術短期大学部紀要』 1994年 7巻 p.121-128
- 「在宅痴呆老人の介護者の精神的健康について : 痴呆老人と介護者の続柄別による比較」 『九州神経精神医学』 41(1), 45-53 (1995), 九州大学
- 三木田明美, 鳥山ふみ子, 菅崎弘之 ほか、「独居被爆者の心身の健康とQOL」 『保健婦雑誌』 53(1), 49-54 (1997-01) 医学書院
- 「日本における分裂病患者の母親と他の家族員との間の症候学及び社会的適応の特徴の比較」 『Acta Med Nagasaki Ensia』 42(1),12-18 (1997-06-20)
- 「精神分裂病患者のデイケア活動中における行動特性-着席行動を指標にして-」『長崎大学医療技術短期大学部紀要』 1999年 12巻 p.19-24
- 太田正博, 菅崎弘之、「認知症と明るく生きる」『病院・地域精神医学』

2009年 52巻 1号 p.74-75・77-79, NAID 10025621367

### 共著書籍
- 『私、バリバリの認知症です』かもがわ出版、2006年4月。ISBN 9784902244540。
- 『マイ・ウェイ 認知症と明るく生きる「私の方法」』小学館、2007年3月。ISBN 9784093876919。